# فنسنت هيرنغ
فنسنت هيرنغ (بالإنجليزية: Vincent Herring)‏ هو عازف جاز أمريكي، ولد في 19 نوفمبر 1964 في هوبكينزفيل في الولايات المتحدة.

## وصلات خارجية
- فنسنت هيرنغ على موقع ميوزك برينز (الإنجليزية)
- فنسنت هيرنغ على موقع أول ميوزيك (الإنجليزية)
- فنسنت هيرنغ على موقع ديسكوغز (الإنجليزية)